# 홍예지 (등장인물)
홍예지는 《파워 디지몬》에 등장하는 히로인으로, 원판 이름은 이노우에 미야코(井ノ上 京) 성우는 나츠키 리오, 아사이 아야카(라스트 에볼루션 인연) / 정미숙 / 티파니 크리스턴

## 프로필
한국이름 : 홍예지 / 파트너: 호크몬 /  D-3 색깔: 빨간색
여의 초등학교 6학년. 밝고 명랑한 성격으로 쾌활한 것이 지나쳐 제멋대로인 모습도 보인다. 컴퓨터나 메카닉에 관심이 많고 실력도 꽤 된다. 새롭게 선택받은 아이들 중 최고참이지만 침착함이 떨어지고 약간 자기중심적이다. 트러블 메이커이지만 미워할 수 없는 여자아이. 컴퓨터를 다루는 것은 물론 자동차 엔진을 손보는 등의 일을 소화해낸다. 안경이 트레이드 마크이고 컴퓨터 반에서 2기 부장을 맡고 있다. 가족으로는 부모님, 대학생 오빠와 중학생, 고등학생 언니가 있다. 부모님은 편의점을 운영하시기 때문에 모두의 간식거리를 해결할 수도 있다. 죠그레스 진화 파트너는 신나리. 서정우를 짝사랑하고 있으며, 최종화에서는 그와 결혼해 행복하게 산다.
<디지몬 어드벤처 트라이>에서는 등장했으나, 현재 행방불명이 된 상태다.